# بوبي ستيوارت
بوبي ستيوارت (بالإنجليزية: Bobby Stuart)‏ (9 أكتوبر 1913 بميدلزبرة في المملكة المتحدة - 1 يناير 1987) هو لاعب كرة قدم بريطاني (وحمل سابقاً جنسية المملكة المتحدة لبريطانيا العظمى وأيرلندا) في مركز الظهير. لعب مع نادي ميدلزبره.